# Schleifpapier

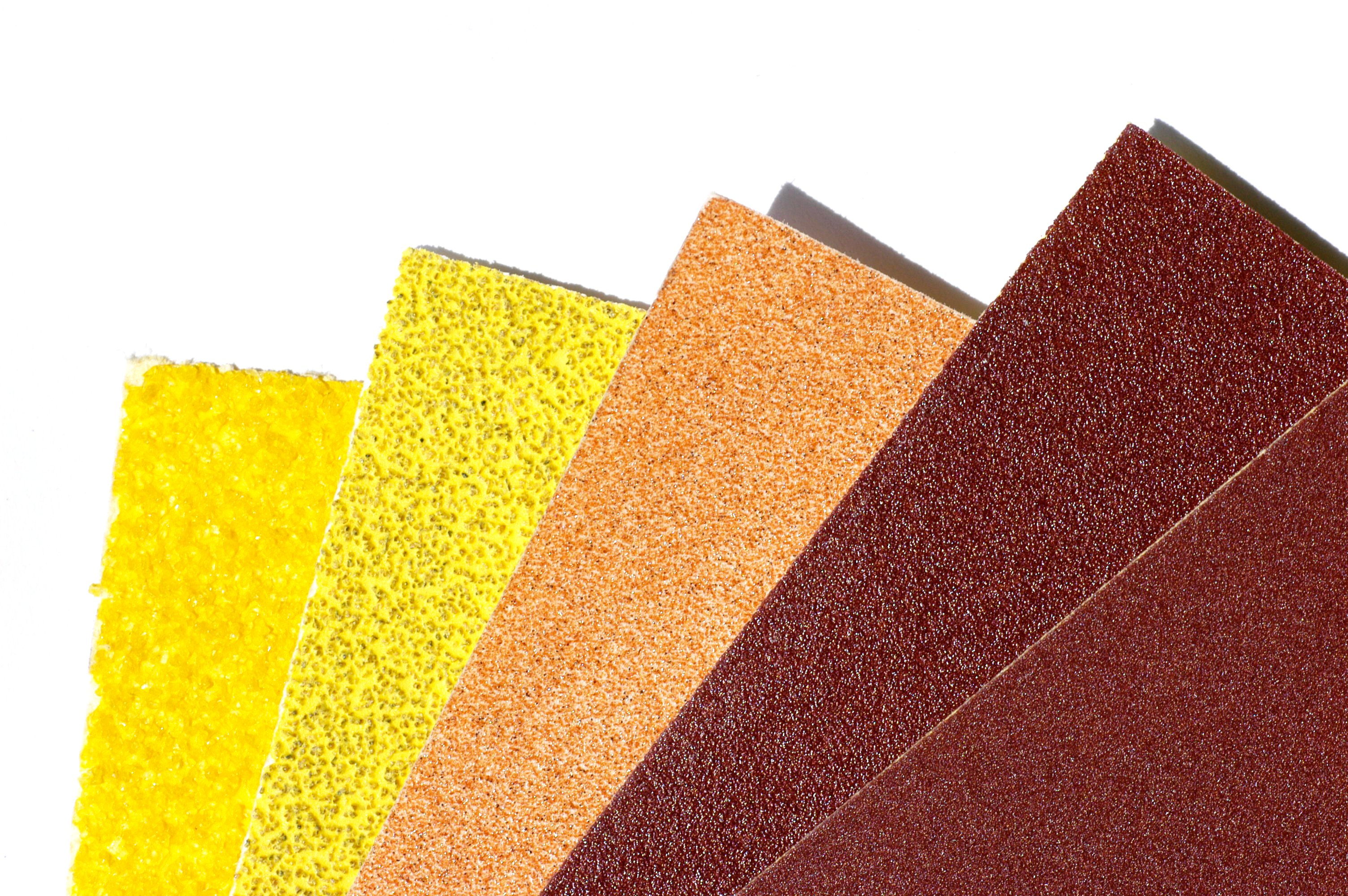
Schleifpapiere mit verschiedenen Körnungen (40, 80, 150, 240, 600)

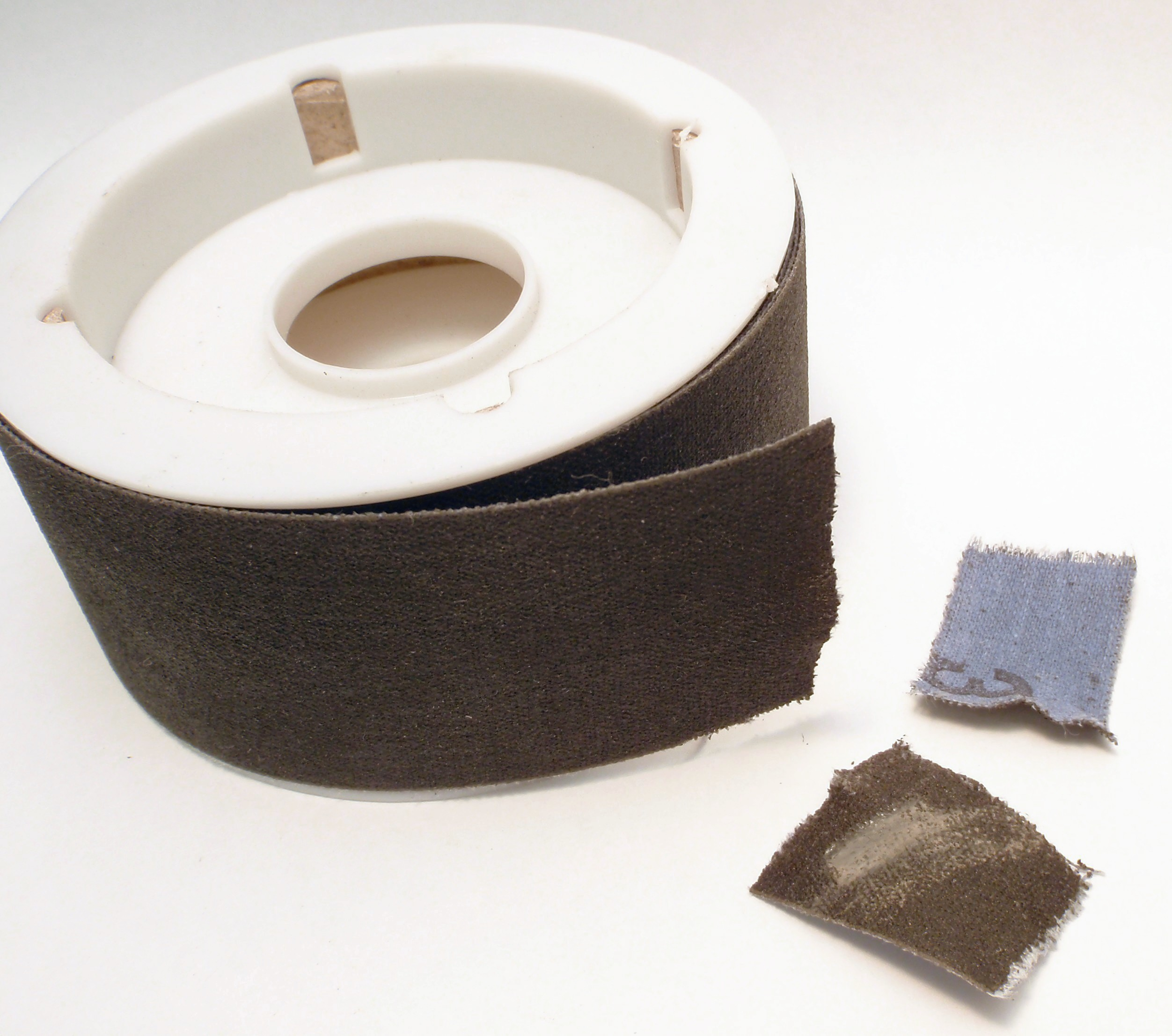
Schleifleinen in Körnung 320

Schleifpapier (allgemeiner Schleifmittel auf Unterlage), gelegentlich auch als Glas-, Sand- oder Schmirgelpapier bezeichnet, ist ein Hilfsmittel bei der Oberflächenbearbeitung durch Schleifen. Schleifpapier wird verwendet, um raue Oberflächen zu glätten oder um Kanten zu brechen. Es ist auch für größeren Materialabtrag geeignet. Schleifpapiere werden u. a. für Holz, Metall, Lack und Naturstein verwendet. Sehr feines Schleifpapier mit einer Körnungsangabe > 1000 wird auch Polierpapier genannt.
Schleifleinen wird wie Schleifpapier verwendet, allerdings besteht hier das Trägermaterial aus Gewebe (früher Leinen). Schleifleinen ist um ein Vielfaches stärker mechanisch belastbar, somit wird eine höhere Lebensdauer erreicht. Damit ist auch maschinelles Schleifen möglich, z. B. mit einem Bandschleifer. Beim Einsatz kreisförmiger Schleifpapiere werden Handschleifmaschinen benutzt. Die Form des kreisrunden Schleifpapiers hat sich vor allem beim Schleifen von Lacken, Metallen und Naturstein bewährt.
Durch das Schleifen erhalten Oberflächen ihre endgültige Form und Feinheit. Wie beim Sägen, Raspeln und Feilen wird auch beim Schleifen Material abgetragen.

## Körnung

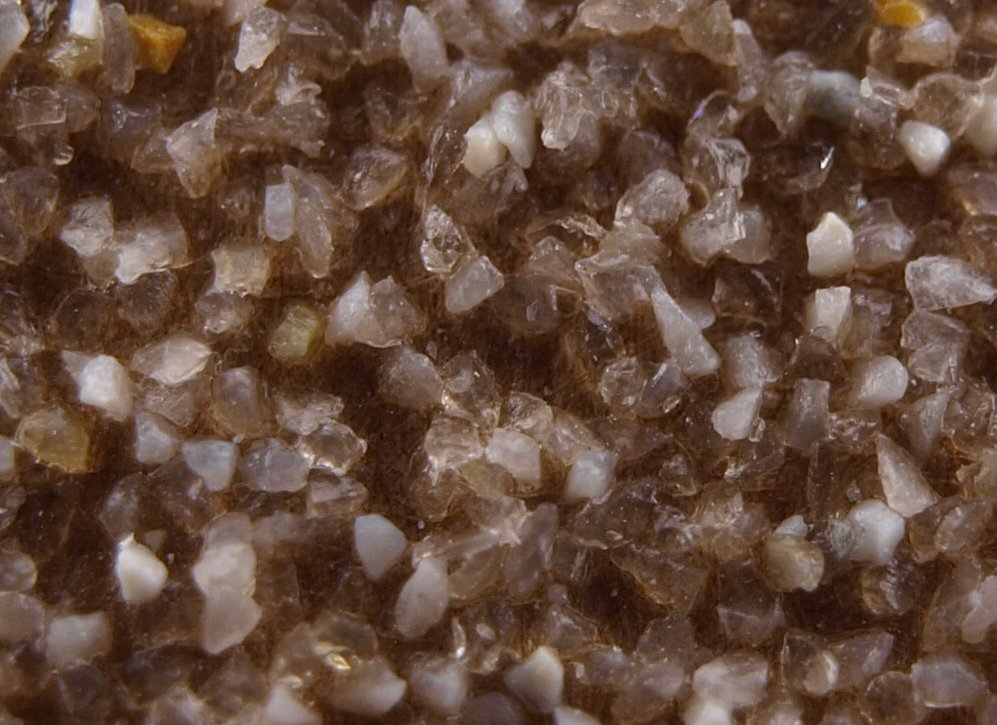
Sandpapier mit 60er Körnung

Schleifpapier oder Schleifgewebe sind in verschiedenen Körnungen erhältlich. Die Zahl der Körnung, die in der Regel auf der Rückseite angegeben ist, orientiert sich an der Maßeinheit Mesh, der Anzahl der Maschen eines Netzes pro Zoll (25,4 mm). Je größer die Zahl, desto feiner die Körnung. Überschlagsmäßig gilt für die Korngröße: Korngröße in mm = 25,4 / Körnung.
| Körnung    | Körnungsangabe nach CAMI | Korngröße in µm | Verwendung                                                    |
| ---------- | ------------------------ | --------------- | ------------------------------------------------------------- |
| grob       | 6–30                     | > 600           | Entfernen von Leim- und Farbschichten                         |
| mittel     | 36–80                    | 538–201         | Grobes Vorschleifen roher Holzflächen                         |
| fein       | 100–180                  | 162–82          | Feinschleifen roher Holzflächen                               |
| sehr fein  | 220–1000                 | 68–18           | Nachschleifen gewässerter, grundierter und lackierter Flächen |
| ultra fein | 1200–7000                | < 15            | Polieren von Oberflächen                                      |

Die Korngröße und die damit verbundene Tätigkeit sind abhängig von der jeweiligen Anwendung (z. B. Werkstoff, Maschine, Ausgangsoberfläche, angestrebte Oberfläche) und auch den Gewohnheiten der Anwender. Hier gibt es auch starke regionale Unterschiede in den Bearbeitungsschritten.
Die Körnung ist definiert in den Normen der Federation of European Producers of Abrasives (FEPA), Beispiele dafür siehe Mesh (Einheit) und in DIN ISO 6344.

## Schleifmittel
Als Schleifmittel wurden früher Flint (Feuerstein), Granat und Schmirgel verwendet.
Heute treten synthetische Schleifmittel an deren Stelle, z. B. Aluminiumoxid (Korund), Siliciumcarbid, Chrom(III)-oxid, Zirconium(IV)-oxid und andere Produkte der technischen Keramik.

## Schleifband

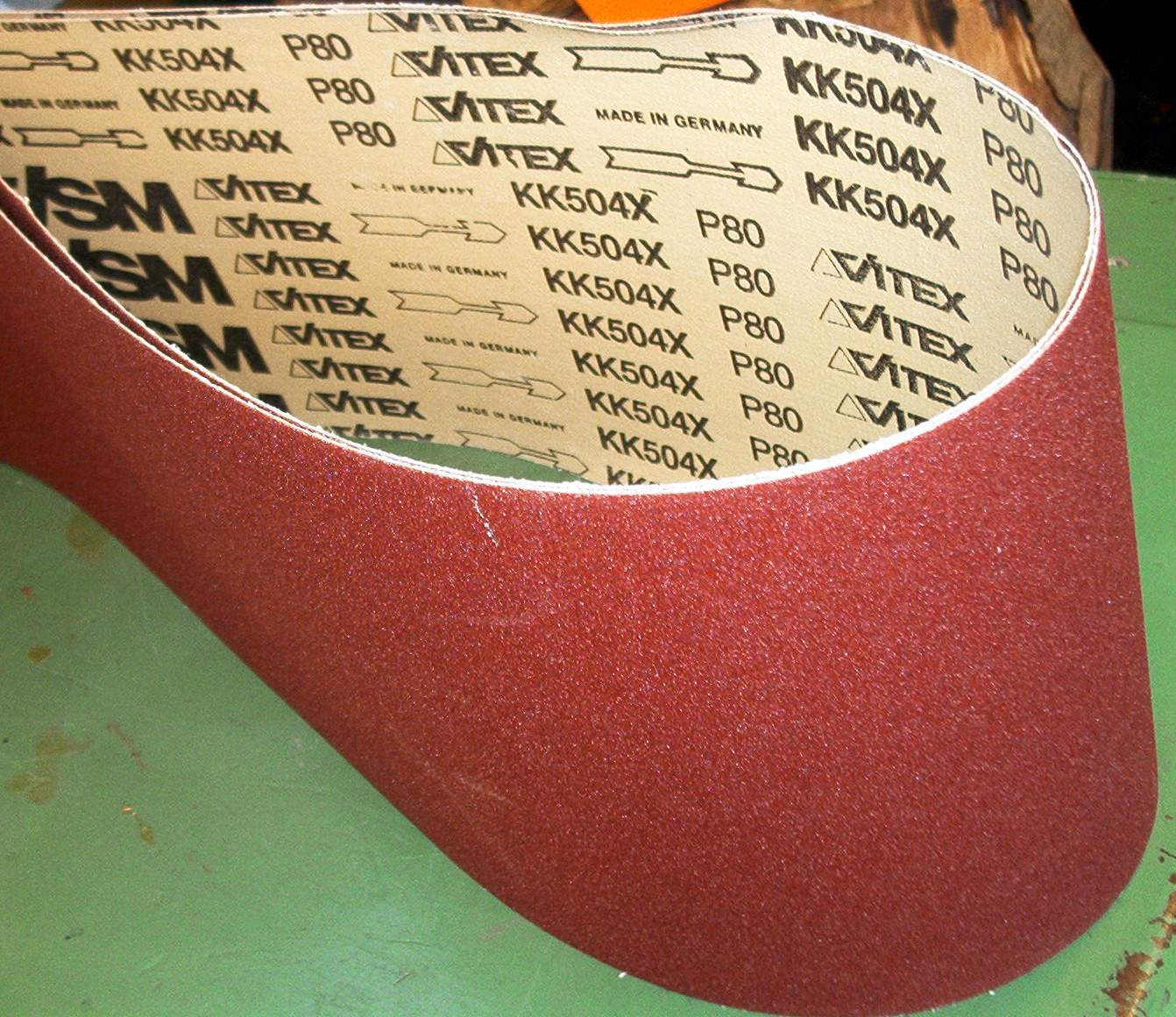
Schleifband

Ein Schleifband ist ein ringförmig verklebtes Schleifpapier unterschiedlicher Länge, Breite und Körnung zum Einspannen in einem Bandschleifer. Für jedes Gerät gibt es die passenden Abmessungen. Zu beachten ist die Laufrichtung, welche innen aufgedruckt ist. Setzt man das Schleifband falsch ein, läuft es rückwärts und die Klebestelle reißt nach kurzer Zeit.

## Streuung
Streuung oder Streuart bezeichnet die Anzahl der auf der Unterlage verteilten Schleifkörner pro Flächeneinheit, also die Streudichte.
dichte Streuung
Die Unterlage ist fast vollständig mit Schleifkorn belegt, was zu hohem Materialabtrag und langer Lebensdauer des Schleifmittels führt. Eine dichte Streuung wird vor allem in der Metallbearbeitung verwendet, wenn keine Gefahr besteht, dass sich die Oberfläche des Schleifmittels mit anhaftenden Stoffen zusetzt.
halboffene Streuung
Die Unterlage ist zu etwa 70–80 % mit Schleifkorn belegt, so dass im Zwischenraum zwischen den Schleifkörnern Raum verbleibt, um Abrieb von der bearbeiteten Oberfläche abtransportieren zu können. Diese Variante wird beim Schleifen von Hartholz, Nichteisen-Metallen, Kunststoffen und Lacken gewählt.
offene Streuung
Die Unterlage ist zu etwa 50–70 % mit Schleifkorn belegt, was einen größeren Spanraum zwischen den Schleifkörnern belässt, so dass Schleifstaub und anhaftende zähflüssige Materialien aufgenommen und idealerweise abtransportiert werden können, ohne dass sich das Schleifmittel zusetzt. Diese Streuung ist zur Bearbeitung von Nadelholz und anderen langspanenden, klebrigen oder weichen Stoffen zu wählen.
Bei einer offenen Streuung muss weniger Andruck aufgebracht werden, um die gleiche Abtragsleistung zu erzielen. Dafür reduziert sich die Lebensdauer des Schleifmittels und der Schliff ist etwas weniger fein.

## Geschichte
Das erste historische Beispiel für Sandpapier stammt aus dem China des 13. Jahrhunderts, als zerkleinerte Muscheln, Samen und Sand mit Naturgummi auf Pergament geklebt wurden. Auch Haifischhaut (Placoidschuppen) wurde als Schleifmittel verwendet, und die rauen Schuppen des Quastenflossers werden von den Eingeborenen der Komoren für denselben Zweck genutzt. Gekocht und getrocknet wird die raue Schachtelhalmpflanze in Japan als traditionelles Poliermittel verwendet, das feiner ist als Sandpapier.
Glaspapier wurde 1833 in London von John Oakey hergestellt, dessen Unternehmen neue Klebetechniken und Verfahren entwickelt hatte, die eine Massenproduktion ermöglichten. Glasfritte hat scharfkantige Partikel und schneidet gut, während Sandkörner geglättet sind und sich nicht gut als Schleifmittel eignen. Billiges Schleifpapier wurde oft als Glaspapier ausgegeben; Stalker und Parker warnten in ihrem 1688 veröffentlichten Werk A Treatise of Japan[n]ing and Varnishing davor.
Isaac Fisher Jr. aus Springfield (Vermont) erhielt am 14. Juni 1834 auf den von ihm dargestellten Herstellungsprozess von Schleifpapier die US-Patente Nummer 8.246 und 8.247.
In Deutschland begann 1863 Carl Friedrich Schröder in Münden mit der industriellen Herstellung von Schleifmitteln auf Unterlage.
1921 erfand 3M ein Schleifpapier mit Siliciumcarbid und einem wasserfesten Klebstoff und Träger, das als „Wet and dry“ bekannt wurde. Dies ermöglichte die Verwendung mit Wasser, das als Schmiermittel diente, um Partikel abzutransportieren, die sonst das Schleifkorn verstopfen würden. Die erste Anwendung war die Reparaturlackierung von Automobilen.